# Gabriel Müller (Maler)
Gabriel Müller (auch: G. oder Gabr. Kupetzky-Müller) (* 28. Dezember 1688 in Ansbach; † nach 1760 in Nürnberg) war ein deutscher Maler und Naturaliensammler.

## Leben und Wirken

Christophorus Scheurl a Defersdorf in Heuchling;
posthumer Kupferstich, 1741, von Windter nach Vorlage von Gabriel Müller

„Gabriel Müller von Ansbach“ galt als der beste Schüler des böhmischen Porträtmalers des Barock, Johann Kupetzky, und erhielt deshalb auch den Beinamen Kupetzky-Müller. Zahlreiche Draperien in den Werken von Kupetzkys stammen von seiner Hand. Er ließ sich mit Kupetzky in Nürnberg nieder.
Werke (Auswahl)
- Kopie eines Bildnisses nach Kopetzky: Geheimerath Freiherr Heinrich Christoph Hochmann von Hochenau
- König Georg II. von England (Gemälde)
- um 1741: Bildnis des Christoph Scheurl von Defersdorf in Heuchling; vervielfältigt 1741 als Kupferstich von Johann Wilhelm Windter[5]
- 1751: Illustrationen zu Franz Michael Regenfuß: Auserlesene Schnecken, Muscheln und andre Schaalthiere … Nürnberg 1751 und Kopenhagen 1758, von Regenfuß in Kupfer gestochen.[6]
- 1756: Wappen des Nürnberger Ratsherrn Johann Karl Löffelholz von Colberg (1673–1756)
- 1759: Der Nürnberger Senator Hans Joachim Haller von Hallerstein
- 1760: Johann Conrad Wittwer (1720–1775)